# André Ayew
André Morgan Rami Ayew (wym. [æˈjju:]; ur. 17 grudnia 1989 w Seclin) – ghański piłkarz francuskiego pochodzenia, występujący na pozycji napastnika we francuskim klubie Le Havre AC oraz w reprezentacji Ghany, której jest kapitanem.

## Kariera klubowa
Ayew ma podwójną narodowość – urodził się we Francji, jednak jego rodzina wychowała się w Ghanie. Od czasów młodości był uczniem szkółki piłkarskiej w Marsylii, a potem awansował do drużyny ‘B’. Podczas gdy w sezonie 2006/07 zdobył 11 bramek w sezonie, szkoleniowiec pierwszej drużyny postanowił dać mu szansę i przesunął go do swojego składu. 28 maja 2007 roku wówczas 17-letni piłkarz podpisał pierwszy profesjonalny kontrakt z Olympique. Umowa została zawarta na 3 lata, czyli do 2010 roku. 6 listopada zagrał po raz pierwszy pełne spotkanie. Szkoleniowiec OM postanowił dać mu szansę w meczu z FC Porto, fazy grupowej Ligi Mistrzów na Estadio de Dragao. Mimo swojego wieku, zawodnik zyskał szacunek francuskich mediów po dobrym meczu rozegranym w Portugalii. Latem 2008 roku Ayew został wypożyczony do innego pierwszoligowca francuskiego, FC Lorient, a w 2009 roku do AC Arles.

## Statystyki klubowe
| Sezon   | Klub                    | Kraj    | Rozgrywki      | Mecze | Bramki | Rozgrywki Europy                    | Mecze | Bramki |
| ------- | ----------------------- | ------- | -------------- | ----- | ------ | ----------------------------------- | ----- | ------ |
| 2007/08 | Olympique Marsylia      | Francja | Ligue 1        | 9     | 0      | Liga Mistrzów UEFA Liga Europy UEFA | 3 1   | 0      |
| 2008/09 | FC Lorient (wyp.)       | Francja | Ligue 1        | 22    | 3      | –                                   | –     | –      |
| 2009/10 | AC Arles-Avignon (wyp.) | Francja | Ligue 1        | 25    | 4      | –                                   | –     | –      |
| 2010/11 | Olympique Marsylia      | Francja | Ligue 1        | 37    | 11     | Liga Mistrzów UEFA                  | 8     | 0      |
| 2011/12 | Olympique Marsylia      | Francja | Ligue 1        | 26    | 8      | Liga Mistrzów UEFA                  | 9     | 4      |
| 2012/13 | Olympique Marsylia      | Francja | Ligue 1        | 35    | 9      | Liga Europy UEFA                    | 7     | 3      |
| 2013/14 | Olympique Marsylia      | Francja | Ligue 1        | 25    | 6      | Liga Mistrzów UEFA                  | 4     | 2      |
| 2014/15 | Olympique Marsylia      | Francja | Ligue 1        | 25    | 10     | –                                   | –     | –      |
| 2015/16 | Swansea City            | Anglia  | Premier League | 34    | 12     | –                                   | –     | –      |
| 2016/17 | West Ham United         | Anglia  | Premier League | 25    | 6      | –                                   | –     | –      |
| 2017/18 | West Ham United         | Anglia  | Premier League | 18    | 3      | –                                   | –     | –      |
| 2017/18 | Swansea City            | Anglia  | Premier League | 12    | 0      | –                                   | –     | –      |

Stan na: 30 maja 2018 r.

## Sukcesy

### Rekordy
- Najwięcej występów w historii reprezentacji Ghany: 113 meczów

## Życie prywatne
Bracia André, Rahim i Jordan, także są piłkarzami. Pierwszy z nich gra w reprezentacji Ghany i Zamaleku Kair, a drugi w Swansea City. Ojciec André, Abédi Pelé, także był piłkarzem i rozegrał 73 mecze w kadrze narodowej. W reprezentacji Ghany grał też stryj André, Kwame Ayew.